# Borawskie-Awissa
Pour les articles homonymes, voir Borawskie.
Borawskie-Awissa [bɔˈrafskʲɛ aˈvissa] est un village polonais de la gmina de Radziłów dans le powiat de Grajewo et dans la voïvodie de Podlachie. Il se situe à environ 5 kilomètres au nord de Radziłów, à 23 kilomètres au sud de Grajewo et à 62 kilomètres au nord-ouest de Białystok. 